# Sergio Balbinot
Sergio Balbinot (Tarvisio, 8 settembre 1958) è un dirigente d'azienda italiano, dal 2015 è membro del Board of Management di Allianz SE, e da aprile 2022 presidente di Allianz Italia S.p.A..

## Carriera
Dopo la maturità, conseguita nel 1977, Balbinot ha studiato scienze economiche. Dal 1983 lavora nel Gruppo delle Generali; dapprima, dal 1983 al 1986, presso la filiale di Monaco di Baviera delle Assicurazioni Lloyd tedesche. Dopo tre anni nella casa madre di Trieste del Gruppo, dal 1989 al 1992 è stato responsabile della filiale di Zurigo.  Fino al 1995 ha lavorato quindi come direttore della Europ Assistance S. A. a Parigi. Negli anni 1995/1996 è stato responsabile del management dei paesi di lingua tedesca e della Francia. Successivamente ha operato nella Direzione del Gruppo in posizioni di responsabilità, fino ad assumerne la guida nel 2002.
Dal 1º gennaio 2015 è membro del Board of Management di Allianz SE ed è uno tra i manager più apprezzati a livello internazionale nel mondo assicurativo, settore nel quale ha ricoperto con successo ruoli apicali negli ultimi vent’anni, non solo a livello esecutivo ma anche associativo (per 7 anni è stato Presidente di Insurance Europe, l’associazione che raggruppa gli assicuratori di 36 paesi in Europa). In questi anni Balbinot ha dato un importante contribuito al consolidamento del Gruppo Allianz nell’area geografica dell’Europa Sud-Occidentale (Francia, Benelux, Italia, Grecia, Turchia) e alla forte espansione nel mercato asiatico, dove Allianz è presente in tredici Paesi, tra i quali la Cina. Sotto la regia di Balbinot, Allianz è stato infatti il primo Gruppo assicurativo-finanziario straniero ad ottenere tre autorizzazioni dell’Authority locale ad operare in Cina con società assicurative e di asset management assicurativo con azionariato totalmente straniero. In Italia, Balbinot ha rappresentato Allianz per cinque anni nel Consiglio di Amministrazione di UniCredit e nel 2021 ha contribuito in modo determinante all’acquisizione della Compagnia Danni Aviva Italia, oggi Allianz Viva.
Oltre al mandato nel Board of Management di Allianz SE e all’incarico di Presidente di Allianz S.p.A., Sergio Balbinot ricopre altri incarichi nel Gruppo, quale Presidente di Allianz China Holding, Presidente di Allianz Partners, la Compagnia leader mondiale nel settore dell’assistenza, e Vicepresidente di Allianz France.
Sergio Balbinot nel 2006 , nel corso di una solenne cerimonia istituzionale svoltasi a Roma , è stato uno dei privilegiati insigniti del Diploma di Laurea Honoris Causa in Scienze Finanziarie con specializzazione in economia dei Mercati Finanziari e Risk Management rilasciato da I.S.F.O.A. Hochschule für Sozialwissenschaften und Management , la più prestigiosa libera e privata università telematica elvetica .